# ATAK
ATAK（アタック）は、音楽家・渋谷慶一郎と、mariaによって2002年に設立された音楽レーベル。

## data/disc

### CD
- ATAK000 / 渋谷慶一郎 （2004年12月18日）
- ATAK001 / slipped disk（2002年11月29日）
- ATAK002 /  渋谷慶一郎 + 高橋悠治（2003年06月03日）
- ATAK003 / stilluppsteypa（2004年05月22日）
- ATAK004 / kim casocone +jason kahn + steinbrüchel（2004年11月27日）
- ATAK005 / goem（2004年11月27日）
- ATAK006 / 高橋悠治（2005年07月13日）
- ATAK007 / 高橋悠治 +  渋谷慶一郎 + maria（2006年01月25日）
- ATAK008 / 渋谷慶一郎 + Norbert Moslang + 中村としまる（2006年09月13日）
- ATAK009 / 渋谷慶一郎、池上高志（2010年10月10日）
- ATAK010 filmachine phonics / 渋谷慶一郎（2007年2月14日）
- ATAK012 OLEVA / Ø Mika Vainio（2009年02月18日）
- ATAK013 Ligne / i8u + Tomas Phillips（2009年07月15日）
- ATAK014 "STATION 15, ROOM 3.064" PARTS 1-5 / Mika Vainio（2009年10月07日）
- ATAK015 for maria /  渋谷慶一郎（2009年09月11日）
- ATAK016 MUSICA SIMULACRA / 刀根康尚（2011年01月28日）
- ATAK000+ / 渋谷慶一郎（2011年09月11日）
- ATAK017 Sacrifice Soundtrack for Seiji “Fish on Land”（2012年02月15日） - 伊勢谷友介監督作品「セイジ 陸の魚」のサウンドトラック
- ATAK018 Soundtrack for Memories of Origin Hiroshi Sugimoto（2012年04月25日） - 映画「はじまりの記憶 杉本博司」のサウンドトラック

### DVD
- ATAK011 LIVE DVD ATAK NIGHT 3（2007年10月10日）